# Inquinamento elettromagnetico

Pericolo: microonde ad alta potenza

Con il termine inquinamento elettromagnetico si intende l'inquinamento derivante in genere da radiazioni elettromagnetiche non ionizzanti. Si parla quindi dell'intervallo di frequenze che va da 0 Hz (campi statici) alle frequenze della radiazione visibile (laser e luce incoerente).

## Introduzione
La radiazione del fondo elettromagnetico terrestre, costituita sino all'inizio del 1900 solamente dal fondo elettromagnetico naturale, è stata aumentata enormemente dalle tecnologie di origine antropica. 
Le radiazioni comprendono quelle prodotte dai radar, in particolare quelli civili e da diporto, per i quali vennero scoperti i primi, evidenti effetti termici delle microonde durante la seconda guerra mondiale (malattia dei radaristi) e da cui vennero sviluppate le tecnologie alla base dei forni a microonde, dalle infrastrutture di telecomunicazioni come la radiodiffusione e la telediffusione (emittenti radiofoniche e televisive), ponti radio, reti per telefonia cellulare, dagli stessi telefoni cellulari, dagli apparati wireless utilizzati soprattutto in ambito informatico (campi EM ad alta frequenza) e dalle infrastrutture di trasporto dell'energia elettrica tramite cavi elettrici percorsi da correnti alternate di forte intensità come gli elettrodotti della rete elettrica di distribuzione (campi EM a bassa frequenza) e anche da PLL.
Caratteristica degli effetti termici  delle radiazioni non ionizzanti è un apprezzabile riscaldamento cellulare indotto dalla radiazione. Inoltre, questi effetti seguono una curva di tipo dose-risposta, cioè a un aumento della dose di radiazione segue in genere un aumento dell'effetto.

## Salute

### Tipologie di campi
I campi elettromagnetici possono essere costituiti da:
- onde non ionizzanti:
  - campi EM (0 Hz - 30 Hz), ELF
  - campi ELF (30 Hz - 300 Hz), ELF
  - campi VLF (300 Hz - 30 kHz), RF
  - campi LF (30 kHz - 300 kHz), RF
  - campi MF (300 kHz - 3 MHz), RF
  - campi HF (3 MHz - 30 MHz), RF
  - campi VHF (30 MHz - 300 MHz), RF
  - campi UHF (300 MHz - 3 GHz), RF/MW
  - campi SHF (3 GHz - 30 GHz), RF/MW
  - campi EHF (30 GHz - 300 GHz), RF/MW
  - radiazione infrarossa (300 GHz - 410 THz)
  - luce visibile (410 THz - 750 THz)

dove: 
- ELF: frequenze estremamente basse
- RF: radiofrequenze
- MW: microonde
- onde ionizzanti:
  - radiazione ultravioletta (750 THz — 30000 THz)
  - raggi X (30000 THz — 3000000 THz)
  - raggi gamma (3000000 THz — 30000000000 PHz)

### Tipologie di possibili danni
Gli effetti teorizzati dovuti all'esposizione alle radiazioni elettromagnetiche sono di due tipi:
1. In primo luogo effetti acuti dovuti a meccanismi di interazione ben conosciuti che avvengono al di là di valori soglia, quindi stimolazione di tessuti che contengono cellule elettricamente eccitabili come fibre muscolari e neuroni per campi EM con frequenze sotto a 1 MHz, mentre per frequenze superiori a 1 MHz si ha un riscaldamento generale dei tessuti.
2. In secondo luogo effetti sanitari a lungo termine che sono difficilmente valutabili e le cui relazioni causa effetto si possono basare solo su indagini epidemiologiche, questi contemplano sia sintomi soggettivi come cefalee, irritabilità, affaticamento, difficoltà di concentrazione, insonnia ed altro, sia patologie oggettive anche gravi come tumori o malattie degenerative.[2]

In aggiunta alla variabilità degli agenti causali, i danni provocati possono essere di tipo tumorale, benigno o maligno:
- di tipo specifico e localizzato, come tumori indotti in loco per innalzamento termico dei tessuti, esempio studiato per i telefoni cellulari, il glioma;[3]
- di tipo organico, come le leucemie, ad esempio sotto indagine per gli effetti delle basse frequenze degli elettrodotti.

Il danno tumorale è stato associato al fatto che i campi elettrici e magnetici inibiscono nella ghiandola pineale la produzione di melatonina, nell'uomo e nei ratti, fattore oncostatico. In seguito fu messa in relazione l'esposizione ai campi magnetici con l'inibizione notturna dell'attività della NAT e il contenuto di melatonina nella ghiandola pineale del ratto.
Si possono avere danni di tipo non tumorale come:
- danni per trasferimento di potenza, esempio ustione da laser di potenza, da irradiamento infrarosso, da microonde
- danni da interferenza con segnali di tipo elettrico ed elettrochimico naturalmente presenti nell'organismo, come trasmissione del segnale nervoso, e flussi ionici intra- ed extra- cellulari.

### Studi epidemiologici
Nel 2007 è stata svolta una ricerca specifica su "uso del cellulare e tumori cerebrali". Si tratta di un lavoro che ha comparato e analizzato gli studi compiuti in 6 anni sull'uso dei cellulari, e non ha trovato correlazione tra l'insorgenza di tumori al cervello e un utilizzo medio del telefono cellulare a breve termine (10 anni) sottolineando tuttavia che non vi sono ancora significative certezze e che per avere dati più corretti è necessario monitorare la salute di un grande gruppo di utenti di telefonia per un lungo periodo di tempo.
Una ricerca svolta nel 2014 su circa 5000 casi di tumore, e in corso di stampa sulla rivista Pathophysiology, rileva un aumento significativo di rischio di glioma conseguente l'uso di telefoni cellulari o cordless. Il rischio maggiore riguarderebbe il glioma al lobo temporale. Inoltre, l'uso di cellulari o cordless prima dei 20 anni comporterebbe un rischio superiore che in altre fasce d'età.
Nel 2014 è stato pubblicato uno studio del Childhood Cancer Research Group dell'Università di Oxford su 16 500 bambini britannici a cui è stata diagnosticata la leucemia tra il 1962 e il 2008. Tale analisi non ha rilevato un aumento del rischio di sviluppo della malattia per i bambini nati dopo il 1980 e che hanno abitato nei pressi delle linee elettriche ad alta tensione.

### Effetti accertati
Partendo dalle fotosensibilità e fototossicità in campo umano, come nella dermatite attinica, nelle ustioni da laser e infrarossi, passando per i danni termici da esposizione alle microonde o malattia dei radaristi, per finire ai danni di indagine molto più complessa, imputabili alle frequenze radio e ultrabasse a bassa potenza, esistono dimostrati effetti biologici coinvolgenti le radiazioni non ionizzanti.
Un effetto accertato e fisicamente elementare delle onde elettromagnetiche cosiddette ad alta frequenza, anche se non ionizzanti, è l'innalzamento della temperatura dei tessuti biologici attraversati, soprattutto quelli più ricchi di acqua con effetto di maggior penetrazione e assorbimento nei tessuti interni tanto più bassa è la frequenza, tipici ad esempio nell'intervallo delle microonde dei comuni fornetti domestici.
Nel caso dei telefoni cellulari, la potenza irradiata è bassa (solitamente minore di 1 watt) così che il riscaldamento prodotto è dell'ordine di poche frazioni di grado, quasi interamente localizzato nella testa dell'utente, inferiore in teoria e comunque all'effetto di un'esposizione diretta di pari durata alla radiazione solare, che però ovviamente agisce solo a livello di superficie, essendo i tessuti non trasparenti all'infrarosso, contrariamente a quanto avviene per le onde radio. Il calore superficiale si propaga nei tessuti nel primo caso solo per conduzione, e non per irraggiamento.
L'energia irradiata viene misurata con il tasso d'assorbimento specifico e generalmente non vi sono problemi nel rispettare le normative ivi connesse, ma in alcuni casi si è ricorso al ritiro di prodotti dal mercato in quanto si verificava un SAR eccessivo.
Si sono ipotizzati effetti implicanti l'interferenza con frequenze di risonanza del flusso ionico relativo alle pompe ioniche cellulari, e gli studi sull'argomento teorico sono tuttora in corso.
I soggetti portatori di pacemaker dovrebbero evitare di tenere il telefono a contatto con la pelle o in tasca (taschino della camicia) ed il dispositivo medico, poiché le onde E.M. prodotte ed eventuali magneti presenti potrebbero generare problemi di compatibilità elettromagnetica ovvero creare dei falsi impulsi nei circuiti da scoordinare il ritmo cardiaco prodotto con genesi di aritmie, generalmente a seconda del produttore del telefono viene consigliata una distanza differente e che può arrivare a 15 cm o 6 pollici, ma anche i vari dispositivi impiantabili hanno sensibilità differenti.

Mentre la compatibilità tra apparecchiature non impiantabili può essere ancora più eterogenea, passando a interferenze che possono presentarsi dai 2 metri a dispositivi che non hanno interferenze a più di 3 centimetri.
I limiti imposti dall'ICNIRP tengono in considerazione soprattutto gli effetti termici, di riscaldamento causato dalle microonde.
1. Le radiazioni di microonde causano almeno due meccanismi correlati al potenziale sviluppo di un cancro: micronuclei e shock termico delle proteine.
  1. Shock termico delle proteine: Quando avviene il surriscaldamento di punti nei tessuti umani, le cellule producono proteine per far fronte allo shock termico nel tentativo di proteggere e riparare le cellule surriscaldate.[16] Queste proteine proteggono anche le cellule cancerose rendendole resistenti alle terapie.[17] In molti tumori il numero di queste proteine risulta altissimo.
  2. Formazione di micronuclei: I micronuclei sono filamenti spezzati del DNA e indicano che le cellule non sono più in grado di ripararsi correttamente. Gli studi condotti dall'industria delle telecomunicazioni confermano che le radiazioni dei cellulari producono micronuclei nelle cellule ematiche umane a livelli ben più bassi rispetto a quelli previsti dalle normative in materia di esposizione del governo statunitense.[18] Tutti i tumori sono causati da un danno genetico e la presenza di micronuclei nelle cellule è il primo segnale d'allarme del cancro. I medici che curavano le vittime del disastro di Černobyl' del 1986 usavano l'esame dei micronuclei per determinare l'estensione del danno causato dalle radiazioni. A proposito, David de Pomerai, tossicologo molecolare britannico, ha confermato che le cellule con danni genetici non risanati possono diventare cancerogene in maniera molto più aggressiva.[19] Il ricercatore britannico Alisdair Phillips ha effettuato un'analisi più quantitativa che dà un'idea di questo aumento di aggressività delle cellule cancerogene con danni genetici, ed ha scoperto che pochi minuti di esposizione a radiazioni simili a quelle emesse dei cellulari possono trasformare un cancro attivo al 5% in uno attivo al 95%, il tutto durante l'esposizione e per un po' di tempo dopo.[20] Sommando i risultati di questi studi, alcune ore di esposizione a microonde molto basse rispetto ai limiti di legge attuali causerebbero un forte aumento dell'attività delle cellule tumorali, e danni genetici a queste non più sanabili, e trasmessi alle generazioni di cellule successive. Infatti, nel 2004, una serie di studi commissionati dall'Unione Europea ha confermato che i danni causati dalle onde emesse dai cellulari vengono trasmessi alla generazione successiva di cellule.[21]
2. Effetti sulla tiroide: le radiazioni di microonde producono sul cervello effetti quali il rallentamento o l'arresto della produzione da parte della ghiandola pituitaria, detta anche ipofisi, dell'ormone stimolante tiroideo (TSH), determinando così una drastica riduzione degli ormoni tiroidei T4 e T3[22]
3. Differenza fra radiazioni ionizzanti e radiazioni non ionizzanti: spesso viene operata una distinzione fra gli effetti di queste due categorie. Gli effetti dei cellulari sarebbero più contenuti, dipendendo da radiazioni non ionizzanti. Riguardo agli effetti delle radiazioni ionizzanti c'è un sostanziale accordo (un esempio di studio documentato,[23] dell'Accademia Nazionale delle Scienze, il quale ha confermato che anche dosi molto basse di radiazioni ionizzanti, dai raggi X ai raggi gamma, nel corso di tutta la vita, causano il cancro).
4. Permeabilità della barriera emato-encefalica: svariati studi effettuati su animali hanno dimostrato che i c.e.m. usati nella telefonia mobile perturbano la barriera emato-encefalica, provocando massicci danni al cervello degli animali nonostante la potenza impiegata per generare questo effetto sia molto più bassa di quella oggi considerata come sicura per l'uomo dalle autorità sanitarie.[24][25] Qualora questi danni vengano confermati nell'uomo, non è da escludere un massiccio aumento delle malattie neurodegenerative come Alzheimer in persone di mezza età le quali abbiano usato telefoni cellulari per alcuni decenni.[25]
5. Effetti maggiori nei bambini. Gli effetti delle radiazioni elettromagnetiche sono più gravi se si accumulano nel tempo, ma esistono delle età più sensibili di altre. In altre parole, avere un'esposizione dai 30 ai 40 anni, ha un effetto minore di una subita dai 20 ai 30 anni, sebbene la durata sia la stessa. I bambini assorbono molte più radiazioni degli adulti.[26] La distruzione fin dalla giovane età di cellule neuronali annulla una "riserva cerebrale" che nella vecchiaia potrebbe compensare la morte di neuroni causata dalla malattia di Alzheimer o da altre malattie degenerative. Se il cervello ha un eccesso di neuroni utilizzati poco o nulla, questi possono tornare utili per sostituire quelli morti a causa di malattia della tarda età.[27] I ricercatori dell'Università dello Utah hanno scoperto che il cervello di un bambino di 5 anni assorbe una quantità di radiazioni quattro volte maggiore rispetto al cervello di un adulto, e il fluido oculare di un bambino di 5 anni assorbe una quantità di radiazioni oltre 10 volte maggiore rispetto all'occhio di un adulto.[28]

Nel 2011 la IARC - Agenzia Internazionale per la Ricerca sul Cancro, ha indicato i campi elettromagnetici a radiofrequenza, tipici dei telefoni cellulari come possibili cause di alcuni tipi di cancro come glioma e neuroma auricolare per gli utilizzatori abituali di telefoni cellulari, anche se per quanto riguarda l'esposizione professionale e quella ambientale si rimanda a ulteriori studi, essendo ancora inadeguato trarre conclusioni.
La conseguenza è stata l'inserimento delle radiofrequenze nella classe 2B, che include gli agenti con possibili effetti carcinogeni. Nella stessa classe si trovano oltre 250 agenti, alcuni dei quali di ampia diffusione, che possono diventare cancerogeni come il nichel (che produce reazioni individuali molto intense, per interazione con le proteine), acetaldeide, acrilonitrile, aflatossina M1, Benz[a]antracene, alcuni papillomavirus umani, isoprene, piombo, composti di metilmercurio, policlorofenoli, tioacetammide, il caffè ad altissime dosi (la caffeina è letale fra 150 e i 200 mg/Kg, ma la IARC, nella monografia sottolinea che bere il caffè non può essere classificato come cancerogenico in quanto vi è un'evidenza per la vescica urinaria e una relazione inversa per l'intestino crasso), il nero di carbone (che come molti prodotti della combustione è ricco di idrocarburi policiclici aromatici noti cancerogeni per l'uomo), il talco ( silicati come l'amianto e il talco che è un fillosilicato sono via via sostituiti da prodotti meno tossici come polveri proteiche); nel 2012 nel volume 102 Radiofrequency electromagnetic fields, si è poi esposto compiutamente lo stato dell'arte delle indagini relative. Altri agenti non ionizzanti, come campi elettrici e magnetici a estremamente bassa frequenza erano già stati esaminati e pubblicati nel volume 80, classificandosi rispettivamente di classe 3 (impossibilità con gli studi finora svolti di classificazione degli agenti come cancerogeno o non cancerogeno), e di classe 2B.
Nel marzo del 2015, uno studio sui ratti svolto dal Prof. Alexander Lerchl della Jacobs Universität di Brema e dal suo gruppo per conto dell'Ufficio federale tedesco per la protezione dalle radiazioni ha dimostrato che il tasso di crescita del cancro al fegato e ai polmoni generati da sostanze chimiche aumenta sostanzialmente quando gli animali sono irradiati permanente con campi e.m. analoghi a quelli generati da cellulare. Questo studio conferma una ricerca svolta nel 2010 al Fraunhofer Institut. Inoltre, i ricercatori hanno riscontrato un tasso di crescita dei linfomi significativamente più alto, e scoperto che alcuni degli effetti si verificano anche per intensità di campo inferiori ai limiti attuali. I meccanismi che scatenano questi effetti rimangono sconosciuti.
Il Tasso d'assorbimento specifico varia a seconda del modello di cellulare, e in generale l'antenna esterna, perché è di tipo omnidirezionale, è più efficiente e impiega quindi un segnale più debole di quello dell'antenna incorporata. Le esposizioni sono maggiori quando:
- il segnale di ricezione non è ottimale, per cui l'emissione dell'antenna è massima, ad esempio nei veicoli in movimento;
- nei luoghi chiusi (veicolo fermo o in movimento, mura domestiche, ecc.) in cui l'effetto gabbia di Faraday riflette le radiazioni sulle persone presenti all'interno;
- in presenza di oggetti metallici, magnetici e non, vicino alla testa o al suo interno, per evitare fenomeni potenzianti gli effetti del segnale quali i fenomeni di riflessione, amplificazione, risonanza, ri-emissione passiva: mezzi per camminare, sedie a rotelle, stampelle metalliche, otturazioni odontoiatriche in amalgama e ponti dentali, placche metalliche, viti, ganci, ornamenti del corpo, orecchini, occhiali con montature metalliche.

L'Istituto Ramazzini nel 2018 ha terminato uno studio pluriennale condotto su topi di laboratorio sottoposti a radio frequenze riscontrando evidenze  significative della comparsa di tumori rari al cuore e al cervello.
Uno studio del National Toxicology Program statunitense, pubblicato nel 2018 e condotto su 3.000 roditori esposti per 10 anni alle frequenze del 3G e del 4G, ha accertato un aumento dei tumori al cuore e cervello nei roditori maschi (più resistenti alle onde elettromagnetiche dell'essere umano).
Lo IARC ha classificato i campi elettromagnetici a radiofrequenza come potenzialmente cancerogeni, nel gruppo 2B, lo stesso cui appartengono la formaldeide e i combustibili fossili.

## Legislazione
Varie leggi specificano i limiti per i campi elettromagnetici, vedi per esempio:  Normativa (archiviato dall'url originale il 2 maggio 2006).
I limiti riguardano l'intensità e la frequenza dei campi. Il limite all'intensità è volto a mitigare gli effetti termici del campo con un'elevazione della temperatura corporea minore di 1 °C, mentre il limite alla frequenza è inerente agli effetti non termici del campo elettromagnetico, ovvero all'ipotesi di una sua interferenza con la biologia e la fisiologia degli esseri viventi in termini di una cessione di energia a certe frequenze e di un'attività elettromagnetica, che modifica il flusso di ioni, fornisce l'energia di attivazione di determinate reazioni chimiche, ovvero il rallentamento/inibizione di quelle dove il campo magnetico svolge un ruolo-guida.

### Italia
La legge quadro 36/01 prevede per le intensità dei campi:
- (1) un limite di esposizione;
- (2) un valore di attenzione;
- (3) un obiettivo di qualità.

Il limite di esposizione è il valore che non deve mai essere superato per le persone non professionalmente esposte (quindi il pubblico).
Il valore di attenzione si applica, in pratica, agli ambienti residenziali e lavorativi adibiti a permanenze non inferiori a quattro ore giornaliere, e loro pertinenze esterne, che siano fruibili come ambienti abitativi quali balconi, terrazzi e cortili esclusi i lastrici solari. Sono quindi escluse, ad esempio, strade e piazze, per le quali [non?] si applica il limite di esposizione. L'obbiettivo di qualità è un valore che dovrebbe essere raggiunto nel caso di nuove costruzioni.
Per i campi ad alta frequenza (da 0,1 MHz a 300 GHz) il limite di esposizione previsto dal DPCM 8.7.2003 (G.U. n. 199) è compreso fra 20 V/m e 60 V/m a seconda della frequenza. Il valore di attenzione e l'obiettivo di qualità era invece di 6 V/m, valori pari al doppio di quelli previsti in alcune nazioni, ma inferiori a quelli indicati nella maggioranza delle nazioni facenti parte della UE. 
Con l'articolo 10 della Legge 30 dicembre 2023, n. 214, Legge annuale del Mercato e della Concorrenza 2022, i valori di attenzione sono in via provvisoria e cautelativa fissati a un valore pari a 15 V/m, per quanto attiene all’intensità di campo elettrico E, a un valore pari a 0,039 A/m, per quanto attiene all’intensità di campo magnetico H, e a un valore pari a 0,59 W/m2, per quanto attiene alla densità di potenza D. Dal 2020 i T.A.R: sono soliti annullare le ordinanze contingibili ed urgenti con le quali i sindaci vietano in generale l'installazione di antenne, in particolare quelle 5G, in tutto il loro territorio di competenza. Già l’art. 8, c. 6 legge 36/2001 (comma sostituito dall’art. 38, comma 6, legge n. 120 del 2020) stabilisce che “I comuni possono adottare un regolamento per assicurare il corretto insediamento urbanistico e territoriale degli impianti e minimizzare l’esposizione della popolazione ai campi elettromagnetici con riferimento a siti sensibili individuati in modo specifico, con esclusione della possibilità di introdurre limitazioni alla localizzazione in aree generalizzate del territorio di stazioni radio base per reti di comunicazioni elettroniche di qualsiasi tipologia e, in ogni caso, di incidere, anche in via indiretta o mediante provvedimenti contingibili e urgenti, sui limiti di esposizione a campi elettrici, magnetici ed elettromagnetici, sui valori di attenzione e sugli obiettivi di qualità, riservati allo Stato ai sensi dell’articolo 4”: quindi i limiti sono competenza del governo centrale, mentre i Comuni hanno facoltà di regolare la materia con un Piano antenne che individui le aree del territorio in cui gli impianti sono installabili e quelle in cui è vietato, ad esempio per la presenza di vincoli paesaggistici/architettonici/storici/culturali/archeologiche, di residenti affette da elettrosensibilità ovvero perché si tratta delle aree più densamente popolate.
Nel Canton Ticino il valore è di 3 V/m alla base dell'antenna. Trattandosi di campi ad alta frequenza non è necessario specificare a parte il valore del campo magnetico, essendo questo semplicemente proporzionale a quello elettrico. Da notare che questi valori si applicano alle stazioni radio base e non ai dispositivi mobili come i cellulari per i quali invece non esiste una normativa. A titolo di esempio, un cellulare GSM operante su rete 2G con una potenza tipica di 1 W crea un campo di circa 6 V/m a un metro di distanza e di 60 V/m a 10 cm. Un cellulare moderno, operante su rete 4G, ha emissioni inferiori e genera un campo tra 1 e 5 V/m a 10 cm. Si evidenzia come gli attuali valori di attenzione italiani (6 V/m) per stazioni radio base siano comunque tali da consentire, in ambienti residenziali e lavorativi, un'esposizione equivalente a quella di un cellulare costantemente in chiamata posto a meno di 10 cm.
Per i campi a frequenza industriale (50 Hz) ossia quelli generati dalle linee elettriche e cabine di trasformazione, il DPCM 8 luglio 2003 nº 200 prevede un limite di esposizione di 100 µT per l'induzione magnetica e 5000 V/m per il campo elettrico; lo stesso DPCM fissa un valore di attenzione per l'induzione magnetica a 10 µT e per l'obiettivo di qualità a 3 µT. Questi limiti vanno applicati, come per le alte frequenze, a tutti i luoghi ad alta frequentazione e dove si prevede una permanenza non inferiore alle quattro ore giornaliere ma, rispettivamente, per le condizioni preesistenti alla data di emanazione del DPCM e, relativamente all'obbiettivo di qualità, ai nuovi progetti successivi a tale data. Infatti, i decreti attuativi della suddetta legge-quadro prevedono, per i campi ELF, un valore di attenzione di 10 µT e un obiettivo di qualità di 3 µT (nuovi elettrodotti); per i campi RF - RF/MW, un valore di attenzione di 6 V/m.
Nel 2012 la Cassazione ha pronunciato una delle prime sentenze al mondo che riconosce un nesso di causalità fra uso intenso del cellulare e tumore al cervello, obbligando l'INAIL a indennizzare un manager bresciano.
Il 27 giugno 2024 il Senato ha approvato con voto di fiducia (senza discussione in aula) un emendamento al Decreto Coesione, presentato solo due giorni prima, un emendamento che consente al Governo di bypassare le decisioni dei Comuni in materia di installazione di impianti 5G.

#### Tecniche di misurazione
Esistono sia limiti da misurare sul singolo impianto (rilevazioni a banda stretta) sia limiti puntuali che riguardano il campo totale generato da più impianti (rilevazioni a banda larga):
- con la tecnica a banda larga viene misurato l'effetto complessivo della sovrapposizione di tutte le sorgenti presenti nel punto di misurazione, di tipo molto differente (radar di potenza, ripetitori radiotelevisivi, ponti radio, stazioni radio base per la telefonia cellulare), senza potere quantificare il contributo dello specifico impianto;
- con la tecnica a banda stretta è effettuata con strumenti dotati di risposta temporale tale da rivelare le caratteristiche degli impulsi emessi (durata e frequenza di ripetizione dell'impulso), e una dinamica sufficiente a sopportare intensità di picco che possono raggiungere le migliaia di V/m. Nel caso di misure effettuate in regime di campo vicino occorre, inoltre, rilevare anche la componente magnetica.

Il limite di 6 volt/metro è misurato nell'arco di 24 ore, laddove in Europa il limite è 61 volt/metro (Raccomandazione 519/1999) ed è misurato in 12 minuti, fatto che non consente di avere valori di picco significativamente al di sopra del limite massimo (compensati dalle ore di basse emissioni). Inoltre, in Italia gli operatori dichiarano i valori nominali di potenza elettrica emessa in antenna, motivo per cui l'etere risulta saturo per nuovi eventuali operatori. Il riferimento è l'art. 14 comma 2-b D.L.179/2012, convertito con modificazioni nella L.221/12.

#### Enti di controllo
L'ente ARPA (Agenzia Regionale Protezione Ambiente) coordina campagne di misura dell'elettromagnetismo a campione in diverse località italiane o su richiesta delle autorità locali o della popolazione.
Lo stesso ente ARPA è responsabile dell'autorizzazione riguardo l'installazione e la modifica degli impianti Radio-TV-Cellulari in coerenza con gli attuali standard di campo elettromagnetico previsto. ARPA è anche responsabile della manutenzione della banca dati relative alle antenne e agli impianti di teleradiotrasmissione installati nel territorio.

#### Sanzioni
Non sono previste sanzioni per gli impianti che superano i limiti di legge, ma che contribuiscono a generare una somma di campi magnetici superiori al limite consentito per un'area abitata. In ogni caso se sono superati i limiti totali o puntuali si applicano comunque procedure cosiddette di "riduzione a conformità" almeno per gli impianti di telecomunicazioni.
L'adeguamento degli impianti è imposto da province e regioni, ed è a carico del titolare dell'impianto.
La violazione delle normative relative alle emissioni elettromagnetiche non è menzionata nel D. Lgs. 231/2001, e non comporta responsabilità amministrativa delle società private o Enti. Fra le sanzioni previste nel Decreto e non applicabili in caso di violazione dei limiti di legge sulle emissioni elettromagnetiche: interdizione dall'attività, sospensione o revoca di concessioni o autorizzazioni o licenze funzionali alla commissione dell'illecito, sanzioni pecuniarie, confisca, divieto di contrattare con la pubblica amministrazione, esclusione da contributi pubblici.
L'emissione di onde elettromagnetiche al di fuori dei limiti previsti dalla legislazione non è infatti contemplato fra le fattispecie di reati ambientali introdotte nel D. Lgs. 231/2001, dal Decreto Legislativo n. 121/2011 (emesso in attuazione della Direttiva 2008/99/CE, in materia di tutela penale dell'ambiente).
Nel caso delle onde non ionizzanti, emesse ad esempio da antenne radio-televisive o da antenne di stazioni radio base di operatori telefonici, il valore di attenzione italiano, pari a 6 V/m, è notevolmente più basso rispetto ad altri paesi europei e alle raccomandazioni dell'Unione Europea.

#### Giurisprudenza
Il 14 gennaio 2020 la Corte d'appello di Torino conferma la precedente sentenza del Tribunale di Ivrea del 2017, riconoscendo come l'uso intensivo del telefonino possa causare tumori, imponendo all'Inps il risarcimento per malattia professionale di un dipendente Telecom affetto da neurinoma del nervo acustico.
Un manager di una multinazionale per 12 anni aveva utilizzato cordless e cellulare per almeno 5 o 6 ore al giorno. Nel 2002 gli viene diagnosticato un neurinoma del ganglio di Gasser, un tumore benigno al nervo trigemino sinistro. Viene operato, ma resta invalido all’80%. Per ottenere il riconoscimento della pensione, però, deve andar per vie legali. La Corte di Appello di Brescia gli dà ragione nel 2009. Nel 2012 la Corte di Cassazione conferma la sentenza bresciana, sulla base di alcuni studi epidemiologici.
L'ente locale può sottoscrivere un atto di concessione amministrativa che destina un immobile o un'area del suolo pubblico ad un pubblico servizio tale da renderli parte del patrimonio indisponibile dell'ente (art. 826 c.c.). In tale ipotesi, l'impianto di telefonia può essere assoggettato al pagamento del Canone Unico Patrimoniale forfettario (comma 831-bis articolo 1 Legge 160/2019), ammontante a circa 800 euro l'anno per ogni impianto. Alternativamente, l'ente locale può stipulare dei contratti con relativo canone di locazione o diritti di superficie, regolati dalla normativa privatistica

### Stati Uniti
Il Telecommunications Act, approvato dal Congresso americano nel 1996, è la legge quadro vigente negli Stati Uniti per le tecnologie wireless. La legge, proposta dal senatore John McCain, alla sezione 704 (II) (B) (iv) della legge precisa che: “Nessun governo statale o locale può regolare il posizionamento, la costruzione e la modifica di servizi wireless privati sulla base degli effetti che le emissioni di radio frequenze possono avere sull'ambiente, nella misura in cui tali servizi sono conformi alle norme previste dalla Commissione in materia di emissioni”. In questo modo, cittadini e governi locali sono stati privati della possibilità di bloccare la collocazione di ripetitori. La Federal Communications Commission (FCC), ha il compito di fissare le norme per la riduzione del livello di disturbo di energia elettrostatica emessa da strumenti elettrici.

### Belgio
I limiti elettromagnetici in Belgio sono di 14 Volt/metro outdoor e 9 indoor, mentre in Vallonia sono di 18 volt V/metro per impianto per tutti gli operatori presenti.

### Inefficienze del libero mercato nelle TLC
La competizione fra operatori nel mercato delle telecomunicazioni ha portato in molti Paesi all'esistenza di molte reti concorrenti, e a una proliferazione del numero di antenne.
Tale modello risulta meno efficiente rispetto alla costruzione di pochi impianti e infrastrutture condivise dai vari operatori, in termini di costi dei servizi che ricadono sui consumatori, di impatto ambientale e paesaggistico, di possibili effetti sulla salute umana e infine di copertura della banda larga. A causa di questa "concorrenza" troviamo molte reti delle quali nemmeno una copre interamente il territorio italiano.
Segnali provenienti da impianti di eguale potenza e frequenza e ravvicinati nel territorio rischiano di creare interferenze, oscurarsi a vicenda e portare all'uso di potenze trasmissive crescenti. Simile problema si è incontrato negli anni ottanta in Italia con la diffusione senza regole di radio, TV locali e stazioni radio ricetrasmittenti operate più o meno illegalmente da privati cittadini.

### Libertà di antenna ed enti locali
Le normative in tema di emissioni elettromagnetiche sono a tutela della salute pubblica. La libertà di iniziativa economica degli operatori "libertà di antenna" deve sottostare a parametri specifici.
La Costituzione italiana e quelle di altri Paesi affidano la gestione del territorio alle amministrazioni locali. L'installazione di apparati di radiotelecomunicazioni è parte di queste scelte di gestione.
Un insieme di veti incrociati o il singolo divieto di un'amministrazione di attraversare il suo territorio rischia di bloccare la costruzione di importanti infrastrutture. Le scelte in alcuni casi sono dettate più dal parere degli abitanti-elettori del luogo che dall'interesse generale. A questi si contrappone la critica per cui da un lato si desidera un servizio, ma dall'altro nessuno vuole le strutture che lo rendono possibile (è l'atteggiamento NIMBY).
A un modello che rispetta la responsabilità degli enti locali si contrappone un altro in cui il Governo avoca completamente le scelte di sviluppo. Ciò è accaduto per la rete UMTS e negli Stati Uniti d'America, dove le amministrazioni locali non possono opporsi all'installazione di antenne in luoghi di proprietà del demanio, anche se vicini ai centri abitati. In Italia vale un principio analogo nella servitù coattiva di elettrodotti (cfr. Referendum abrogativi in Italia del 2003).
Un modello intermedio è quello in cui i governi fissano comunque dei limiti validi a livello nazionale.

## Inquinamento domestico
Esistono in commercio dei rilevatori che producono due misurazioni separate: una per il campo elettrico E e una per il campo magnetico B. Essi sono dotati di segnalatore acustico ed eventualmente anche luminoso per segnalare oltrepassamento dei limiti di legge e di un'antenna sferica omnidirezionale per l'esecuzione della misura.
Con uno di questi apparecchi è possibile rilevare la presenza di campi elettromagnetici fuori norma all'interno di aree di proprietà come le proprie abitazioni.